# إيوليا (جزيرة أسطورية)
إيوليا (بالإنجليزية: Aeolia) (باليونانية القديمة: 'Αἰολία) هي مملكة الجزيرة التي يحكمها أيولوس، سيد الرياح، وقد زارها أوديسيوس في ملحمة هوميروس "الأوديسة". في الأوديسة، وُصفت إيوليا بأنها جزيرة أسطورية عائمة، محاطة "بجدار غير قابل للكسر من البرونز" حيث ترتفع "المنحدرات بشدة".

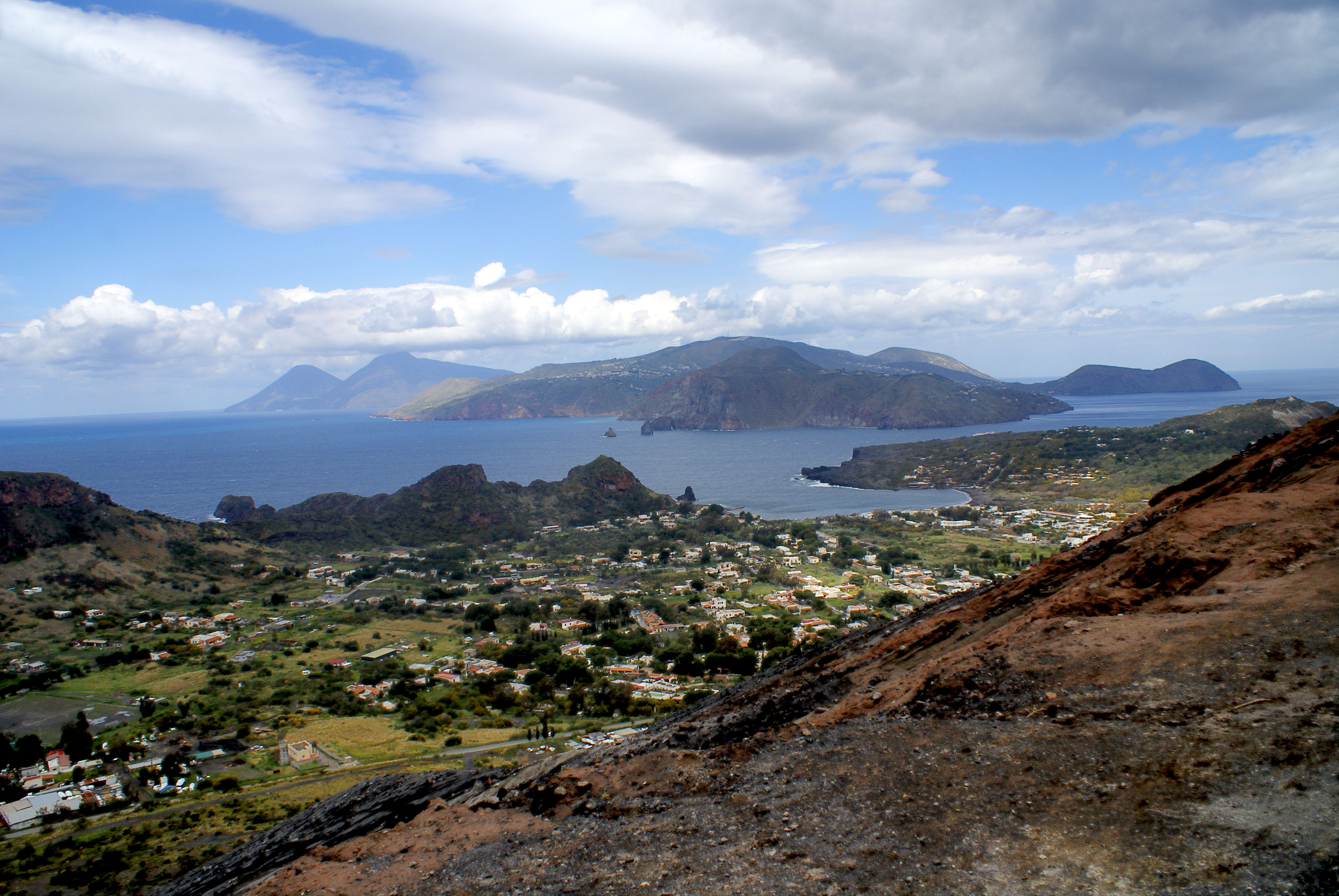
الجزر الإيولية: تقع فولكانو في المقدمة، ليباري في المنتصف، سالينا إلى اليسار، وباناريا إلى اليمين.

لم يحدد هوميروس موقع الجزيرة، لكن فيما بعد ربط بعض الكُتّاب جزيرة إيوليا بإحدى جزر ليباري (المعروفة أيضًا بالجزر الإيولية) الواقعة شمال شرق صقلية. وذكر الجغرافي اليوناني سترابو أن سترونجيلي (التي تعرف الآن بسترومبولي) إحدى جزر ليباري، كانت تُعتبر جزيرة إيولوس. بينما ربط آخرون جزيرة ليبارا (التي تسمى اليوم ليبر) بإيوليا.

## ملحوظات
1. ↑  Hard, p. 494؛ Tripp, s.v. Aeolus 2; Grimal, s.v. Aeolia 1؛ Smith, s.v. Aeolus؛ Homer, Odyssey10.1–4.
2. ↑  Hard, p. 494؛ Tripp, s.v. Aeolus 2; Grimal, s.v. Aeolia 1؛ Smith, s.v. Aeolus.
3. ↑  Strabo, 6.2.11
4. ↑  See Virgil, Aeneid 8.416؛ Pausanias, 10.11.3.